# 2009 Lost Memories
2009 Lost Memories (en coreà, 2009 로스트메모리즈, 2009 Loseutumemorijeu) és una pel·lícula sud-coreana de ciència-ficció del 2002 dirigida per Lee Si-myung i protagonitzada per Jang Dong-gun i Toru Nakamura.

## Argument
La pel·lícula és una ucronia que parteix del fet que, el 1909, An Jung-geun va fracassar en l'intent d'assassinar el cònsol general del Japó a Corea, Ito Hirobumi, i que a causa d'això, la península va ser integrada a l'Imperi Japonès, el qual es va aliar amb els Estats Units durant la Segona Guerra Mundial i la bomba atòmica fou llençada sobre Berlín.
L'acció se situa doncs en un any 2009 alternatiu, quan un grup de d'independentistes coreans, els hureisenjin, titllats de "terroristes" pel poder, assalta un museu de Keijo (nou nom japonès de Seül) per apoderar-se d'un objecte arqueològic anomenat Ànima lunar. Dos agents del JBI (oficina japonesa d'investigació), Masayuki Sakamoto i Shojiro Saigo són encarregats d'investigar l'afer.

## Repartiment
- Jang Dong-gun, Masayuki Sakamoto, agent del JBI amb ascendència coreana
- Toru Nakamura, Shojiro Saigo, fa equip amb Sakamoto
- Seo Jin-ho, Oh Hye-rin, líder femenina dels hureisenjin
- Miki Yoshimura, Yuriko Saigo, dona de Shojiro
- Shin Goo, Takahashi, mentor de Sakamoto
- Ken Mitsuishi, Hideyo
- Shōhei Imamura, historiador[1]
- Kim Min-sun
- Masaaki Daimon
- Nobuyuki Katsube
- Lee Sa-pi
- Woo Sang-jeon